# Гриціївська сільська рада
Гриціївська сільська́ ра́да — колишній орган місцевого самоврядування у Срібнянському районі Чернігівської області. Адміністративний центр — село Гриціївка.

## Населені пункти
Сільській раді були підпорядковані населені пункти:
- с. Гриціївка
- с. Галка
- с. Лозове
- с. Побочіївка

## Загальні відомості
- Територія ради: 29,2 км²
- Населення ради: 729 осіб (станом на 2001 рік). З них село Гриціївка — 348 осіб, Галка — 51 особа, Побочіївка — 328 осіб, Лозове — 2 особи.
- Відстань до районного центру шосейними шляхами — 5 кілометрів.

## Історія
Гриціївська сільська рада зареєстрована 1988 року. Стала однією з 11-ти сільських рад Срібнянського району і одна з восьми, яка складається більше, ніж з одного населеного пункту.

## Склад ради
Рада складалася з 16 депутатів та голови.
- Голова ради:
- Секретар ради: Логвіненко Наталія Вікторівна

### Керівний склад попередніх скликань
| ПІБ                           | Основні відомості                                                 | Дата обрання | Дата звільнення |
| ----------------------------- | ----------------------------------------------------------------- | ------------ | --------------- |
| Радченко Валентина Михайлівна | Сільський голова, 1958 року народження, освіта вища, позапартійна | 26.03.2006   | 31.10.2010      |
| Радченко Валентина Михайлівна | Сільський голова, 1958 року народження, освіта вища, позапартійна | 31.10.2010   | 17.09.2014      |

Примітка: таблиця складена за даними джерела

### Депутати
За результатами місцевих виборів 2010 року депутатами ради стали:

#### За суб'єктами висування
| Суб'єкт висування                                       | Кількість обраних депутатів | %    |
| ------------------------------------------------------- | --------------------------- | ---- |
| Комуністична партія України                             | 5                           | 31,3 |
| Партія регіонів                                         | 4                           | 25   |
| Політична партія Всеукраїнське об'єднання «Батьківщина» | 4                           | 25   |
| Соціалістична партія України                            | 2                           | 12,5 |
| Народна Партія                                          | 1                           | 6,3  |

#### За округами
| № округу                                                | Прізвище, ім'я, по батькові     | Дата визнання обраним | Освіта                    | Партійна приналежність                        | Відомості про обраного депутата                                   |
| ------------------------------------------------------- | ------------------------------- | --------------------- | ------------------------- | --------------------------------------------- | ----------------------------------------------------------------- |
| Комуністична партія України                             |                                 |                       |                           |                                               |                                                                   |
| 5                                                       | Сушко Володимир Миколайович     | 01.11.2010            | Освіта середня спеціальна | член Комуністичної партії України             | Гриціївська сільська рада, землевпорядник                         |
| 9                                                       | Кизим Леонід Михайлович         | 01.11.2010            | Освіта середня спеціальна | член Комуністичної партії України             | пенсіонер                                                         |
| 10                                                      | Окіменко Валерій Леонідович     | 01.11.2010            | Освіта вища               | член Комуністичної партії України             | Гриціївська загальноосвітня школа І-ІІ ст., вчитель               |
| 11                                                      | Ковальов Михайло Олександрович  | 01.11.2010            | Освіта вища               | член Комуністичної партії України             | Срібнянський відділ освіти, методист                              |
| 14                                                      | Якименко Людмила Миколаївна     | 01.11.2010            | Освіта середня спеціальна | член Комуністичної партії України             | Побочіївський фельдшерсько-акушерський пункт, санітарка           |
| Народна Партія                                          |                                 |                       |                           |                                               |                                                                   |
| 4                                                       | Лісовий Валерій Васильович      | 01.11.2010            | Освіта середня спеціальна | позапартійний                                 | Побочіївський фельдшерсько-акушерський пункт, фельдшер            |
| Партія регіонів                                         |                                 |                       |                           |                                               |                                                                   |
| 1                                                       | Желіба Оксана Миколаївна        | 01.11.2010            | Освіта середня спеціальна | позапартійна                                  | Гриціївська сільська рада, головний спеціаліст-головний бухгалтер |
| 2                                                       | Логвіненко Наталія Вікторівна   | 01.11.2010            | Освіта вища               | член Партії регіонів                          | Гриціївська сільська рада, секретар                               |
| 7                                                       | Попсуй Валерій Володимирович    | 01.11.2010            | Освіта середня спеціальна | член Партії регіонів                          | тимчасово не працює                                               |
| 12                                                      | Никоненко Надія Олексіївна      | 01.11.2010            | Освіта вища               | позапартійна                                  | Гриціївська загальноосвітня школа І-ІІ ст., вчитель               |
| Політична партія Всеукраїнське об'єднання «Батьківщина» |                                 |                       |                           |                                               |                                                                   |
| 3                                                       | Кіріндась Ярослав Олександрович | 01.11.2010            | Освіта середня спеціальна | позапартійний                                 | ТОВ"Обрій", шофер                                                 |
| 6                                                       | Савченко Валентина Павлівна     | 01.11.2010            | Освіта середня спеціальна | член Всеукраїнського об'єднання «Батьківщина» | Гриціївська загальноосвітня школа І-ІІ ст., техпрацівникця        |
| 8                                                       | Мусієнко Олександр Олексійович  | 01.11.2010            | Освіта середня спеціальна | позапартійний                                 | ТОВ"Обрій", заввіділком тракторної бригади                        |
| 15                                                      | Сакун Володимир Володимирович   | 01.11.2010            | Освіта середня спеціальна | член Всеукраїнського об'єднання «Батьківщина» | ТОВ"Обрій", охоронець ставу «Пуста»                               |
| Соціалістична партія України                            |                                 |                       |                           |                                               |                                                                   |
| 13                                                      | Гайдук Микола Вікторович        | 01.11.2010            | Освіта середня спеціальна | член Соціалістичної партії України            | ТОВ"Обрій", шофер                                                 |
| 16                                                      | Лилка Віктор Васильович         | 01.11.2010            | Освіта середня спеціальна | член Соціалістичної партії України            | тимчасово не працює                                               |

## Освіта
На території сільради діє Гриціївська ЗОШ І-ІІ ст. та Гриціївський ДНЗ.